# Disphragis semilunata
Disphragis semilunata är en fjärilsart som beskrevs av William Schaus 1901. Disphragis semilunata ingår i släktet Disphragis och familjen tandspinnare. Inga underarter finns listade i Catalogue of Life.